# Svobodná univerzita v Bruselu
Svobodná univerzita v Bruselu (nizozemsky Vrije Universiteit Brussel, francouzsky Université Libre de Bruxelles) byla univerzita založená roku 1834 v belgickém hlavním městě Bruselu. Založení univerzity Pierrem-Théodorem Verhaegenem a Augustem Baronem na principu sekularismu bylo reakcí na v zemi tehdy převažující katolické školství.
Výuka na univerzitě probíhala pouze ve francouzštině až do počátku 20. století, kdy se pod vlivem pokračující emancipace vlámského obyvatelstva Belgie a Bruselu (který sám byl původně vlámské město) začalo vyučovat i ve vlámštině. V roce 1969 se nakonec univerzita rozdělila (podobně jako o rok předtím Katoliká univerzita v Lovani) na dvě části, které si obě zachovaly původní jméno, každá v příslušném jazyce:
- Vrije Universiteit Brussel (zkratka VUB) – vlámská univerzita
- Université Libre de Bruxelles (zkratka ULB) – frankofonní univerzita